# Silvía Night
Silvía Night (en islandés: Silvía Nótt) es un personaje ficticio, de carácter satírico aparecido en Sjáumst með Silvíu Nótt (en español: El Show de Silvía Night), un programa de humor islandés de la cadena de televisión SkjárEinn. El personaje fue inventado por Gaukur Úlfarsson y Ágústa Eva Erlendsdóttir; esta última interpreta a Silvía Night. Silvía entrevista a personas en situaciones de la vida real.
Silvía representó a Islandia en el Festival de la Canción de Eurovisión 2006. Su actuación, tanto sobre como debajo del escenario, creó polémica y captó la atención de los medios internacionales. Su primer álbum discográfico Goldmine, fue lanzado en abril llegando a ocupar la primera posición en su país natal, Islandia.

## El personaje
Ágústa Eva Erlendsdóttir, cantante temporal de la banda Ske una joven y desconocida actriz, y Gaukur Úlfarsson, decidieron inventar un personaje que adoptase como alter ego todos los peores elementos del comportamiento humano moderno en la sociedad. La personalidad de Silvía está muy afectada por el narcisismo y se ve a sí misma como la más famosa y talentosa persona caminando sobre el planeta Tierra. Su nombre completo en islandés es Silvía Nótt Sæmundsdóttir y tiene 25 años de edad. Silvía originalmente significa una ninfa de madera y Nótt simplemente significa noche. El nombre, sin embargo, no posee ninguna connotación.
Su uso del lenguaje suele implicar mucho argot y utiliza palabras y frases en inglés al hablar en islandés, no siempre correctamente. En sus apariciones públicas en el Festival de la Canción de Eurovisión, habló totalmente en inglés, exagerando su acento islandés todavía más de lo habitual.

## Festival de la Canción de Eurovisión 2006
Silvía fue la representante islandesa para la edición de ese año, con la canción "Congratulations", ganando las finales de su país.
La canción fue originalmente escrita en islandés, llamada "Til hamingju Ísland" (Congratulations Iceland: "Felicidades Islandia"). La letra en islandés, con mucha jerga, habla sobre lo afortunados que son los islandeses de que ella (Silvía) haya nacido en el mismo país y que ella va a ganar el concurso, porque ella es mejor que todos los demás concursantes. La canción fue controvertida porque se distribuyó a través de Internet antes de la competencia haya tenido lugar, algo no permitido por las reglas del concurso. Silvía Night, sin embargo, no fue sancionada. Esta decisión de la RÚV (Ríkisútvarpið: Televisión Estatal de Islandia) fue criticada, llegándose a presentar una denuncia por parte de uno de los autores de una de las canciones competidoras, pero el caso fue desestimado.
Silvía ocupó el puesto número trece en la actuación de las semifinales, el 18 de mayo, en Atenas, no llegando a clasificarse para la Final del 20 de mayo.

### Controversias
Durante su presencia en Atenas, Silvia tuvo un comportamiento agresivo y provocador hacia los técnicos y periodistas, llamándolos "fucking amateurs" (Malditos aficionados). Sin embargo, el mayor enfado por parte de la prensa vino cuando sobre el escenario, Silvía dijo "Fuck you, you fucking retards" (Váyanse a la mierda, malditos retrasados). Los participantes, sin saber que Silvia Night era realmente un personaje confundieron su comportamiento como real, por no hablar de que la frase "fucking retards" fue mal interpretada como "fucking greeks (griegos)". Los medios de comunicación criticaron y atacaron a la cantante, pensando que era problemática y grosera (una reacción similar a cómo fue recibida por primera vez en su país antes de ser famosa) y que había ofendido a Grecia y su pueblo. Durante la conferencia de prensa que dio luego, ordenó a los periodistas que no la miraran a los ojos. Uno de ellos lo hizo y ella ordenó a su "guardaespaldas" que lo sacara del salón inmediatamente.
Al enterarse de que no había sido elegida para formar parte de la final, Silvía fue entrevistada por varios periodistas de distintos países. En esa ocasión dijo:

Ungrateful bastards... You voted for ugly people from Finland who don't even have a real make-up artist. You don't voted me because I'm not a slut from Holland and I'm not an ugly, fucking-old bitch from Sweden.
Traducido como: Desagradecidos de mierda... Votaron a unos feos de Finlandia que ni siquiera tienen un buen maquillaje. No me votaron porque no soy una puta de Holanda ni tampoco una maldita vieja fea de Suecia. Esto último en referencia a la representante de Suecia, Carola Häggkvist

. Se refería también a la banda heavy Lordi, que ganarían Eurovisión al sábado siguiente, y a las representantes holandesas que, sin embargo, tampoco se habían clasificado.
Los periodistas asombrados, no daban crédito a las palabras de Silvía y uno de ellos comentó que sus declaraciones no eran muy afortunadas, a lo que ella respondió gritándole fuck you!.
Después de acusar a los periodistas de la televisión griega de difundir mentiras sobre sus insultos mal interpretados de Grecia, declaró: voy a demandarlos, a ustedes, y voy a demandar al Festival y todos ustedes irán a la cárcel.
Silvia también declaró que la única razón por la que Carola se clasificó para la Gran Final fue que tuvo relaciones sexuales con el jefe de la UER en un automóvil antes de la competencia. A la pregunta sobre si ella estaba hablando en serio, respondió: "Sí. Los vi en un coche justo fuera de mi habitación del hotel. Lo que está haciendo es terrible... Es su culpa que yo no haya pasado de ronda. Me ha estado copiando desde que llegué aquí." Medios de comunicación españoles publicaron esta noticia como si fuese realmente relevante o escandalosa, en vez de hablar de los países que se habían clasificado para la final, o de las sorpresas como el no pase de Kate Ryan, que aun así quedó por encima de Silvia.
Otra controversia se desató ya que en una estrofa de la canción (Congratulations), ella afirma I'll fucking win: la estrofa tuvo que ser cambiada a última hora porque las reglas del Festival impiden participar a canciones cuyo contenido sea ofensivo, racista, religioso o de índole sexual. En su página web, Silvía dijo: I'll fucking say what I fucking want, sin embargo, en la gala semifinal, se la oyó cantar I'll freaking win, con lo que acataba la decisión de cambiar la letra.

## Su primer álbum
El primer sencillo de Silvía fue "Thank You Baby", incluido en el álbum debut Goldmine, el cual interpretó en distintas ocasiones en la televisión islandesa. El álbum fue lanzado el 1 de abril y el día 23 del mismo mes ocupó la primera posición en Islandia.

## Discografía

### Álbumes de estudio
- Goldmine (2007)

### Sencillos
- "Thank You Baby"
- "Goldmine"